# Camille Reboul
Camille Reboul, né le 25 juin 1869 à Mudaison et mort le 15 janvier 1939 à Paris), est un homme politique français.

## Biographie
Succédant à son père comme petit viticulteur à Mudaison, il est proche des milieux socialistes lorsqu'il est élu, en 1895, conseiller municipal de sa commune natale, dont il devient maire en 1904.
En 1898, il s'investit fortement dans la campagne législative de Jean-Baptiste Benezech, candidat socialiste qui est élu député.
En 1906, il mène une campagne très active, appuyée sur les mobilisations des petits viticulteurs, contre le candidat de droite Pierre Leroy-Baulieu, sans succès. L'année suivante, à l'occasion d'une partielle, il améliore son résultat, mais sans parvenir à contester le sortant.
Candidat en mai 1909 à la succession de Benezech lors de la partielle provoquée par la mort de ce dernier, il obtient 32 % des voix au premier tour, mais du fait de la présence d'un socialiste indépendant, Jean Salducci, est battu au second tour par le radical François Astier.
L'année suivante, cependant, lors du renouvellement général de la Chambre des députés, Reboul prend sa revanche sur Astier et entre au Palais-Bourbon. Il est réélu en 1914.
Bien que placé deuxième sur la liste socialiste menée par Édouard Barthe en 1919, il est devancé dans le vote préférentiel par Jean Félix et perd son siège de député.
Battu aux sénatoriales de janvier 1920, il prend sa revanche en 1924 et siège au palais du Luxembourg. Réélu sénateur en janvier 1933, il suit à la fin de l'année la scission néo-socialiste, particulièrement forte dans l'Hérault.
Il meurt en cours de mandat, en janvier 1939.